# Ulomyia canisquamata
Ulomyia canisquamata är en tvåvingeart som först beskrevs av Tokunaga 1961.  Ulomyia canisquamata ingår i släktet Ulomyia och familjen fjärilsmyggor. Inga underarter finns listade i Catalogue of Life.